# Rodrigo Guterres
Rodrigo Guterres de Coimbra (917 —?) Conde de Coimbra.

## Relações familiares
Foi filho de Guterre Ozores de Coimbra (c. 880 - 933), Conde de Coimbra e de D. Aldonça Mendes de Coimbra (885 — 942), filha de Hermenegildo Guterres e de Ermesinda Gatones de Vierzo. Não se sabe o nome de sua esposa. Poderia ser o pai de: 
1. Paio Rodrigues (m. 1007), casado com Gontina Fernandes de Cea, filha de Fernando Bermudes e de Elvira Dias de Saldanha.